# بدن‌سازی
بدن‌سازی، پرورش اندام یا زیبایی‌اندام (به انگلیسی: Bodybuilding) ورزشی است که در آن شخص بدن‌ساز با انجام انواع تمرین‌های قدرتی و استقامتی بر روی عضلات خود و تغذیه مناسب و استراحت کافی به ساخت بدنی حجیم و کات شده و متناسب مبادرت می‌ورزد.

## تاریخچه

### نخستین دوره
سنت‌های بلند کردن سنگ در ایران باستان، یونان و شبه‌قاره هند انجام می‌شده است. وزنه‌برداری غربی از سال ۱۸۸۰ تا ۱۹۵۳ در اروپا گسترش یافت و مردان قدرتمند شاهکارهای قدرتی را برای همگان به نمایش می‌گذاشتند و یکدیگر را به چالش می‌کشیدند. اگرچه تمرکز روی فیزیک بدنی آن‌ها نبود و آنها در مقایسه با بدنسازان امروزی دارای شکم نسبتاً بزرگ و اندام‌های چاق‌تری بودند.

### سده ۱۹ میلادی

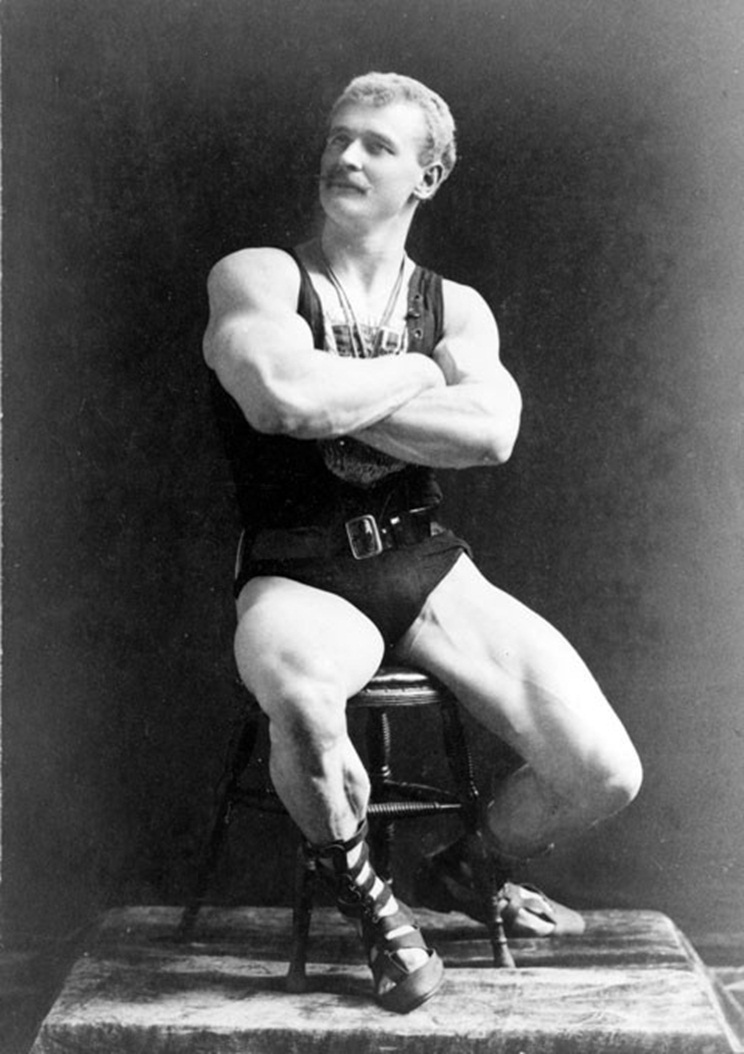
یوجین، که بیشتر به عنوان «پدر بدن‌سازی مدرن» شناخته می‌شود.

در پایان سده ۱۹ میلادی جریان فکری تازه‌ای با رویکردی آرمانی به اساطیر یونانی که در آن قدرت و زیبایی، تناسب و پرورش یافتگی عضله‌ها و بدن، چیزی برای ستایش و تمجید انسان دانسته می‌شد پدید آمد. بر اثر نفوذ این جریان فکری، سنت کهن بلند کردن سنگ به صورت ورزشی تازه چون وزنه‌برداری درآمد و با توجه به روند گسترش آن، جوانب گوناگونی در فرهنگ‌ها پیدا نمود. یوجین ساندو یک ابرستاره فرهنگ بدنی در نخستین دوران قرن بیستم شخصی بود که آوازه‌ای را در اروپا به عنوان مرد قدرتمند حرفه‌ای به دست آورد و پیروزمندانه با مردان دیگری مبارزه می‌کرد و آن‌ها را شکست می‌داد. او در سال‌های ۱۸۹۰ به آمریکا آمد و توسط فلورنس زیگفلد مورد پشتیبانی قرار گرفت. چیزی که ساندو را از دیگران جدا می‌کرد زیبایی، ورزیدگی، قدرت و پرورش یافتگی عضلات و بدن وی بود و بیشتر به خاطر معروفیت ساندو بود که فروش هالتر و دمبل به‌طور سرسام آوری بالا رفت. از همین دوره پژوهش‌هایی دربارهٔ قدرت و استعداد عضلانی زنان و اثرات آن در بدن‌سازی زنان انجام شد که نشان می‌داد در بخش‌های بزرگی از ران و تماماً پاها، زنان قدرت و پیش‌زمینه عضلانی بهتری دارند.

### دوره شکوفایی
آقای المپیا (مستر المپیا) ۱۹۷۵ م یک نقطه اوج در تاریخِ این مسابقهٔ بزرگِ دنیای پرورش اندام بوده است. فریگنو بازگشته بود و برای پیروزی مصمم شده بود. سرژنوبرت هم برگشته و در فرم خوبی قرار داشت. برای نخستین‌بار، شش یا هفت قهرمان تراز اول برای عنوان قهرمانی رقابت می‌کردند و به واسطه افتخار فراوان و البته سختی این مبارزات بود که شوارزنگر به پیروزی در آن مباهات بسیاری کرد. البته مثال‌هایی که حاکی از رشد باور نکردنی بودند نیز، در ۱۹۸۰ م. نمایان شدند، در نزدیکی سال ۱۹۶۶ م. جوانی به نام آرنولد شوارتزنگر با شکست دادن دنیس تینرینو (آقای آمریکا در سال ۱۹۶۷ م) در مسابقات آقای جهان NABBA در سال ۱۹۶۷ م. دوران طولانی قهرمانی بین‌المللی خود را آغاز کرد. در این دوره دو جهان مجزا برای پرورش اندام وجود داشت: اروپا و آمریکا. عنوان‌های جهانی شوارزنگر در ۱۹۶۷ و ۱۹۶۸ م. وی را به عنوان ورزشکار برتر اروپا آوازه داد؛ بنابراین پس از فتح دومین عنوان آقای دنیا در سال ۱۹۶۸ م. به آمریکا سفر کرد. آرنولد شوارتزنگر در مسابقه آقای دنیای IFBB در نیویورک مسابقه داد و سپس برای مسابقه جهانی NABBA به لندن رفت و این دو عنوان را در ظرف یک هفته از آن خود نمود. در۱۹۷۳ م. غول جدیدی پا به عرصه نهاد. لو فریگنو عنوان آقای جهان را ربود و ظهور قطب جدیدی در پرورش اندام را خبر داد. رونی کلمن تا سال ۲۰۰۵ م. به قهرمانی ادامه داد و مؤلفهٔ حجم بسیار زیاد عضلانی را بر رقابت‌های مستر المپیا تحمیل نمود.

### دوران نوین با اینترنت و شکوفایی زنان
پدیداری رسانه‌های اجتماعی اثر شگرفی بر تناسب‌اندام و بدن‌سازی گذاشت. چیزی که پس از فراگیری اینترنت میان مردم جهان رخ داد. معمول بوده است که در پلتفرم‌هایی مانند اینستاگرام، تیک‌تاک و یوتیوب اکانت‌ها و محتوایی دیده شوند که بر تعامل مردم عادی با بدن‌سازی و فیتنس اثرگذار باشند. برندهای پوشاک بدن‌سازی مانند YoungLA و Rawgear نیز از این پلتفرم‌ها برای ایجاد برندهای جدید خود بهره بردند. این شرکت‌ها با استخدام سفیران تناسب اندام - افراد واقعی که ارزش‌های برندشان را تجسم می‌کنند - استراتژی بازاریابی خود را شخصی‌سازی می‌کنند و تصویری مرتبط‌تر ایجاد می‌کنند. یوتیوب به‌طور ویژه شاهد افزایش محتوای تناسب اندام بوده است، از ویدیوهای ولاگ باشگاه گرفته تا بحث‌های مفصل در مورد پوشاک ورزشی. چیزی که به پیشرفت بیشتر این ورزش‌ها در جهان کمک بزرگی کرده است. انواع پوشاک زنانه برای بدن‌سازی همچون لگینگ‌های ویژه توانستند سود قابل توجهی از اینترنت ببرند.
با افزایش شمار ویدیوهای بدن‌سازی در اینترنت کم‌کم فرهنگ باشگاه و ورزشکاران این ورزش بیشتر مورد توجه قرار گرفت. کم‌کم پست‌هایی در نقد خودنمایی و فرهنگ باشگاه‌ها منتشر شد. برخی نیز ورزشکاران دیگر را سمی یا سوسول دانستند. برخی نیز به خیره شدن مردان به زنان در باشگاه‌ها اشاره کردند و خواستار برخورد با آن شدند.

## شاخه‌ها

### فیزیک بدنسازی
این مسابقات در سال ۲۰۱۲ برای نخستین بار مطرح گردید. در مسابقات فیزیک بدنسازی بیشتر تمرکز بر عرض شانه و نسبت آن به باریک بودن کمر است. در واقع هر چه بدن فرد V شکل باشد شانس بیشتری برای برنده شدن در این مسابقات دارد. فاکتورهای مهم دیگری نیز در برنده شدن تأثیر گذار هستند از جمله عدم استفاده از داروهای استروئیدی و بزرگ یا گرد نبودن بیش از حد عضلات.

### بادی بیلدینگ یا پرورش اندام
در پرورش اندام وزن ورزشکاران اهمیت زیادی دارد و مقیاس دسته‌بندی آن‌هاست. در واقع ورزشکاران بر اساس عضله سازی و نمایش بهتر عضلات انتخاب می‌شوند بر این اساس هر چه قد بدنساز کوتاهتر باشد به معیارهای انتخاب نزدیک تر است زیرا شرط انتخاب تناسب عضلات و ورزیدگی آنها با وزن آنهاست.

### بادی کلاسیک
بادی کلاسیک که از تازه‌ترین شاخه‌های بدنسازی است تمرکز اصلی بر کشیدگی عضلات است یعنی هر چه قد فرد بلندتر باشد شانس برنده شدن در این مسابقات برای او بالاتر است.

### پاورلیفتینگ
پاورلیفتینگ از شاخه‌های تخصصی بدنسازی می‌باشد که به ورزش وزنه‌برداری شباهت زیادی دارد. هر چه قدرت بدنساز برای بلند کردن وزنه‌ها بالاتر باشد شانس برنده شدن وی در این مسابقات بیشتر است.

### فیتنس
فیتنس (Fitness) به معنای آمادگی جسمانی کلی است که بر بهبود انعطاف‌پذیری، استقامت، تعادل و تناسب اندام تمرکز دارد، بدون تأکید بر افزایش حجم عضلانی زیاد. این رشته با هدف دستیابی به بدنی سالم، متناسب و خوش‌فرم طراحی شده و اغلب شامل تمرینات متنوعی مانند کاردیو، تمرینات مقاومتی سبک، یوگا و حرکات نمایشی می‌شود. فیتنس به‌ویژه در میان بانوان محبوبیت دارد، زیرا علاوه بر ارتقای سلامت جسمی، به بهبود ظاهر بدن و افزایش اعتمادبه‌نفس کمک می‌کند.

### بیکینی فیتنس
مخصوص بانوانه، تمرکز بر تناسب اندام، پوست صاف، تناسب عضلات بدن (بدون عضله‌سازی شدید). ژست‌ها، مدل راه رفتن و جذابیت فیزیکی در داوری نقش مهمی دارند.

### فیزیک بانوان
یک شاخه پیشرفته‌تر از بیکینی فیتنس برای خانم‌هاست که قدرت عضله سازی بیشتری دارند ولی همچنان فاکتورهای زیبایی‌شناسی در آن لحاظ می‌شود.
آرنولد کلاسیک
آرنولد کلاسیک از رشته‌های کمتر شناخته شده بدنسازی حرفه ای می‌باشد با نام جشنواره ورزشی آرنولد IFBB، که به عنوان جشنواره ورزشی آرنولد شوارتزنگر نیز شناخته می‌شود، یک رویداد سالانه چند ورزشی است که متشکل از بدنسازی حرفه‌ای (آرنولد کلاسیک)، قوی‌ترین مردان (آرنولد اِسترانگ‌من کلاسیک)، نمایشگاه تناسب اندام، فیگور و بیکینی است. این جشنواره برای اولین بار درسال ۱۹۸۹ برگزار و به نام آرنولد شوارتزنگر نامگذاری شد. رویداد اصلی هر ساله توسط فدراسیون جهانی بدنسازی و تناسب اندام(IFBB) در اواخر فوریه یا اوایل مارس در شهر کلمبوس ایالت اوهایو برگزار می‌شود. این جشنوارهٔ ورزشی دومین رویداد معتبر در بدنسازی، فیزیک، فیگور و بیکینی پس از المپیای جویدر محسوب می‌شود. قبلاً دومین رویداد معتبر در بدنسازی حرفه‌ای زنان هم بوده است.

## فدراسیون‌ها و قانون
ورزش بدن‌سازی دارای پنج فدراسیون جهانی می‌باشد که باسابقه‌ترین و معتبرترین آن‌ها فدراسیون جهانی بدن‌سازی و تناسب‌اندام (IFBB) می‌باشد که مسابقات مستر المپیا که مهم‌ترین رویداد بدن‌سازی در جهان است زیر نظر این فدراسیون برگزار می‌گردد.

## مسابقه‌ها و رقابت‌ها

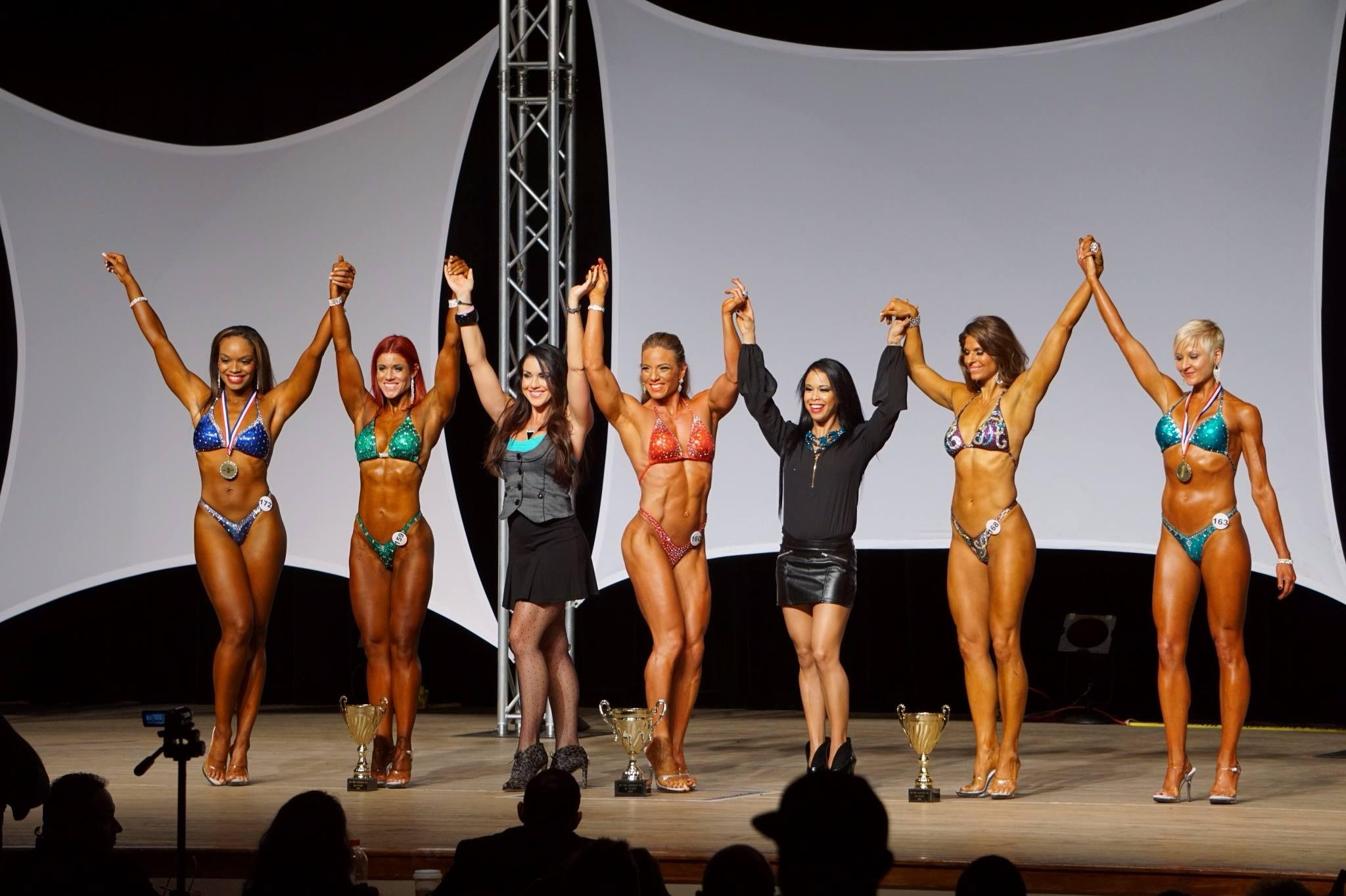
یک مسابقه بدن‌سازی در سال ۲۰۱۷

مسابقه‌های بدن‌سازی به‌طور کلی به سه دسته نمایشی (با فیگور گرفتن روی استیج)، آیتمی (با گذراندن آیتم‌های قدرتی ویا استقامتی) ویا ترکیبی از هردو مورد قبلی تقسیم می‌شوند که در دو سطح آماتور و حرفه‌ای زیر نظر یکی از پنج فدراسیون جهانی بدن‌سازی برگزار می‌گردد.

### مسابقه‌های نمایشی
این مسابقه‌ها که تنها با فیگور گرفتن روی استیج (صحنه نمایش) انجام می‌پذیرد در سطح آماتور به دسته مسابقات بادی‌بیلدینگ و بادی‌کلاسیک تقسیم می‌شوند که تفاوتشان در محاسبه قد و وزن در بادی‌کلاسیک و دسته‌بندی بر اساس قامت در این رشته می‌باشد درصورتی که در بادی‌بیلدینگ قامت تفاوتی ایجاد نمی‌کند و تنها براساس وزن تقسیم‌بندی برای رقابت صورت می‌گیرد. اما در رقابت‌های حرفه‌ای معمولاً تقسیم‌بندی وزنی هم صورت نمی‌گیرد. مهم‌ترین این مسابقات مسابقات مستر المپیا می‌باشد که سالانه برگزار شده و مهم‌ترین رویداد بدن‌سازی است.

### مسابقه‌های ترکیبی
این مسابقه‌ها بیشتر در بخش تناسب‌اندام زنان مطرح است که افزون بر فیگور روی استیج، آیتم‌های هوازی نیز برایشان وجود دارد و بیشتر با عنوان مسابقات فیتنس شناخته شده است که مسابقات تناسب‌اندام در مسابقه تناسب‌اندام و فیگور از جمله آن است.

## بدن‌سازی زنان

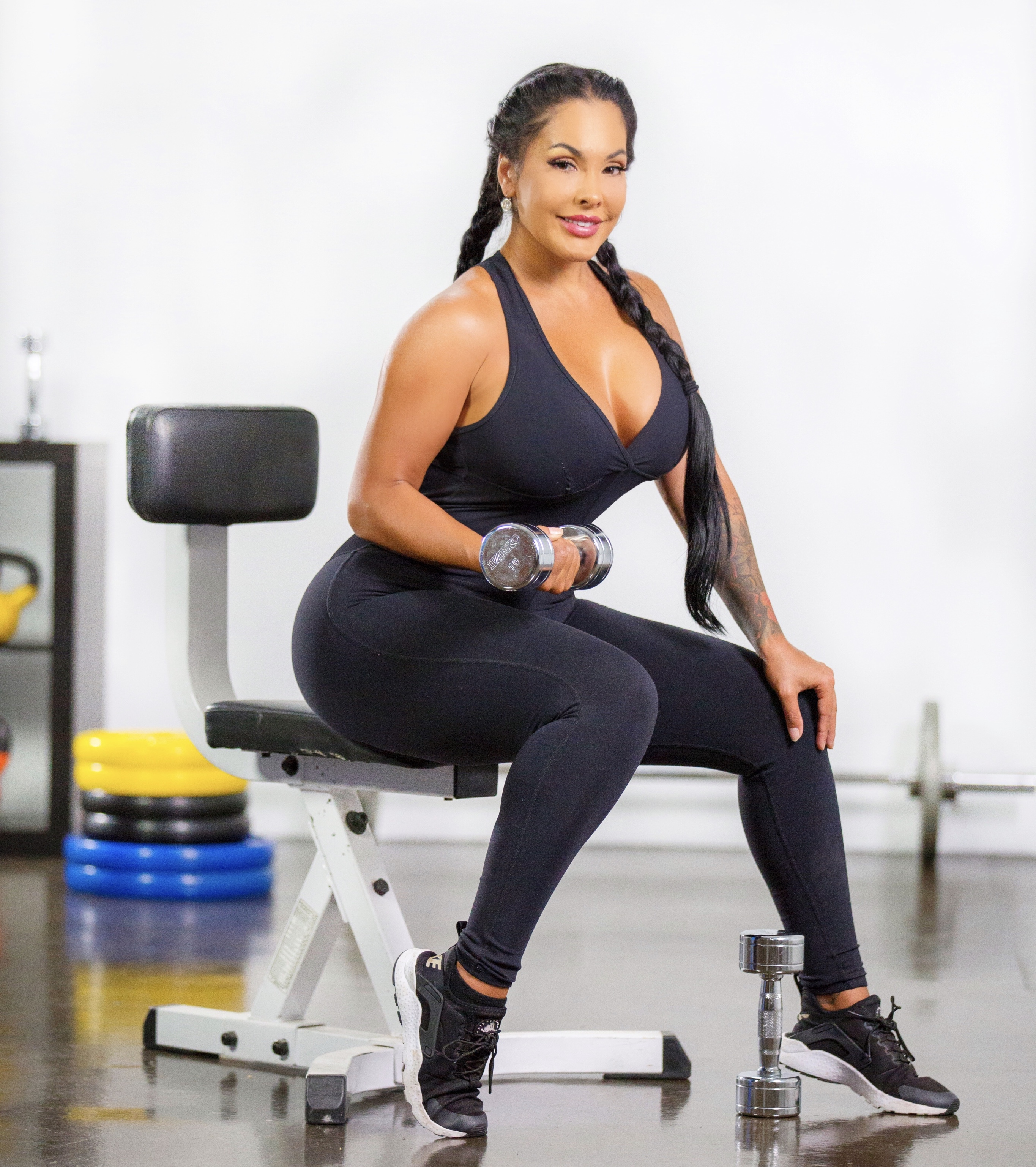
بدن‌سازی زنان هم‌زمان با پیشرفت بدن‌سازی رشد کرد و با اینترنت بیشتر گسترش یافت.

در بدن‌سازی زنان، مسابقه تناسب‌اندام و فیگور محبوبیت بیشتری نسبت به مسابقه پرورش‌اندام بانوان دارد چراکه در آن حجم عضلانی بیشتر، اهمیت ندارد و تناسب‌اندام در یک حجم متعارف (همانند بدن راشل مک‌لیش) مدنظر قرار گرفته می‌شود، همچنین این مسابقات بعضاً دارای آیتم‌های ایروبیک می‌باشند و زیبایی چهره نیز در آن تأثیرگذار است.
اگرچه که عضلات دو سر بازو در مردان حداقل دو برابر زنان است اما زنان در ران و بخش‌های دیگری برتری دارند و مردان و زنان از دید میزان سنتز پروتئین تفاوتی با هم ندارند و گاه زنان اندکی بالاترند. گرایش دختران به بدنسازی به گونه‌ای در جهان افزایش یافته است که رسانه‌ها از پیشی گرفتن زنان در این ورزش در چند کشور اروپایی خبر دادند. یک گزارش در بی‌بی‌سی دربارهٔ انگیزه برخی زنان نوشته بود: «رفتن به باشگاه، ورود به اتاق و وزنه زدن بیشتر از یک مرد احساس خوبی دارد.»